# Idioma suku
El suku es una lengua bantú de la República Democrática del Congo.
Existe cierto debate sobre su clasificación. Nurse & Philippson (2003) aceptan su clasificación tradicional en la rama Yaka del bantú.